# Wola Kuczkowska
Wola Kuczkowska est une localité polonaise de la gmina de Secemin, située dans le powiat de Włoszczowa en voïvodie de Sainte-Croix.